# Nactus robertfisheri
Nactus robertfisheri — вид геконоподібних ящірок родини геконових (Gekkonidae). Ендемік Папуа Нової Гвінеї. Описаний у 2020 році. Вид названий на честь американського герпетолога Роберта Фішера.

## Поширення і екологія
Nactus robertfisheri мешкають на островах Нова Британія і Нова Ірландія в архіпелазі Бісмарка, а також на острові Бугенвіль в групі Соломонових островів.